# 貝瑞兄弟與路德
貝瑞兄弟與路德（Berry Bros. & Rudd） 是一家總部位於英國倫敦的葡萄酒和烈酒的酒商，除去銷售包含自家品牌在內的酒類外，該公司還提供貯藏葡萄酒、品酒等其他相關服務。該公司有多位葡萄酒大師。
貝瑞兄弟與路德是英國最古老的葡萄酒商之一，1698年就在倫敦圣詹姆斯街3號開設商店了，現在於日本、香港和新加坡也有折扣店。1903年愛德華七世授予其皇家認證，1995年再次得到伊莉莎白二世的皇家認證，許多英國皇家成員都是其客戶。

## 外部連結
维基共享资源上的相關多媒體資源：貝瑞兄弟與路德
- Berry Bros. & Rudd official site （页面存档备份，存于）
- Berry's Fine Wine Blog[永久]
- Berrys Wine School （页面存档备份，存于）
- BBR social networks （页面存档备份，存于）
- BBX （页面存档备份，存于）

51°30′20″N 0°08′17″W / 51.50558°N 0.13813°W